# Вовк Антон Андрійович
Антон Андрійович Вовк (нар. 1909, село Сільце Підгаєцького повіту, Австро-Угорщина, тепер Бережанського району Тернопільської області — 1941, село Могильниця Буданівського району, тепер село Стара Могильниця Теребовлянського району Тернопільської області) — селянин, діяч КПЗУ, заступник голови Теребовельського райвиконкому Тарнопільської області. Депутат Верховної Ради СРСР 1-го скликання (з 1940 року).

## Біографія
Народився в бідній селянській родині у 1909 році. З п'ятнадцятирічного віку наймитував, працював у сільському господарстві.
Сім років працював на будівництві автомобільного шосе і каменярем в Козівцях на Тернопільщині. Разом з братом Григорієм допомагав членам КПЗУ в розповсюдженні комуністичних листівок у місті Підгайцях та навколишніх селах, переховував підпільну літературу.
У 1932 році засуджений польською владою за революційну діяльність на три роки ув'язнення.
Після виходу із в'язниці — безробітний. У 1937 році був важко поранений представниками українського націоналістичного підпілля. Після лікування переїхав до міста Львова.
У 1939 році зробив спробу перейти польсько-радянський кордон у місті Теребовлі, але був заарештований польськими прикордонниками. Незабаром звільнений із ув'язнення Червоною армією. Був одним із організаторів у вересні 1939 року прорадянської робітничої гвардії міста Теребовлі.
У жовтні 1939 року обраний депутатом Народних зборів Західної України.
У січні 1940—1941 роках — заступник голови виконавчого комітету Теребовельської (Теребовлянської) районної ради депутатів трудящих Тарнопільської області.
Напередодні радянсько-німецької війни переїхав на проживання у село Могильницю.
Убитий бойовиками-членами Організації українських націоналістів.